# خانواده بردی
خانواده بردی (انگلیسی: Bardi family) خانواده بانفوذ فلورانسی اهل ایتالیا بودند، که در زمینه ارائه خدمات بانکداری فعالیت می‌کردند. در قرن چهاردهم، خانواده بردی، به ادوارد سوم انگلستان ۹۰۰ هزار فلورین طلا قرض دادند، بدهی که او به همراه ۶۰۰ هزار فلور وام گرفته شده از خانواده پروزی، نتوانست آن را بازپرداخت کند و منجر به فروپاشی بانک هر دو خانواده شد. در طول قرن پانزدهم، خانواده بردی در مراکز مختلف اروپایی به فعالیت خود ادامه دادند و نقش مهمی در تأمین مالی برخی از سفرهای اولیه اکتشاف به قاره آمریکا، از جمله سفرهای کریستف کلمب و جان کابوت داشتند.